# Invizibil (film)
Invizibil (2007, denumire originală The Invisble) este un film fantstic regizat de David S.Goyer cu Justin Chatwin în rolul principal.

## Prezentare
Un adolescent inteligent de 18 ani ajunge, printr-o confuzie, să fie bătut cu bestialitate și lăsat la limita dintre viață și moarte. A doua zi el descoperă că nimeni nu îl poate auzi sau vedea. Considerând că este încă în viață dar fără cunoștință, el încearcă să își facă simțită prezența celorlalți pentru a fi salvat.

## Actori/Roluri
| Actor               | Personaj      |          |
| ------------------- | ------------- | -------- |
| Justin Chatwin      | Nick Powell   |          |
| Margarita Levieva   | Annie Newton  |          |
| Marcia Gay Harden   | Diane Powell  |          |
| Chris Marquette     | Pete Egan     |          |
| Alex O'Loughlin     | Marcus Bohem  |          |
| Callum Keith Rennie | Brian Larson  | detectiv |
| Michelle Harrison   | Kate Tunney   | detectiv |
| Ryan Kennedy        | Matty         |          |
| Andrew Francis      | Dean          |          |
| Tania Saulnier      | Suzie         |          |
| P. Lynn Johnson     | Sharon Egan   |          |
| Serge Houde         | Martin Egan   |          |
| Desiree Zurowski    | Lindy Newton  |          |
| Mark Houghton       | Jack Newton   |          |
| Alex Ferris         | Victor Newton |          |